# Coupe du monde d'escrime 2022-2023
Navigation
Édition précédente Édition suivante
La coupe du monde d'escrime 2022-2023 est la 52e édition de la coupe du monde d'escrime, compétition d'escrime organisée annuellement par la Fédération internationale d'escrime. Elle débute le 10 novembre 2022 à Alger et s'achève le 30 juillet 2023 au terme des championnats du monde. Le calendrier officiel comporte huit compétitions (cinq tournois de catégorie A et trois Grands Prix) par arme, en plus des championnats de zone et du monde.

## Distribution des points

### Individuel
Les compétitions du calendrier se divisent en cinq catégories. Toutes rapportent des points comptant pour la coupe du monde selon un coefficient préétabli : coefficient 1 pour les épreuves de coupe du monde et championnats de zone, coefficient 1,5 pour les grands prix, coefficient 2,5 pour les championnats du monde et coefficient 3 pour les Jeux Olympiques. Les tournois satellite, destinés à familiariser de jeunes tireurs avec les compétitions internationales, rapportent peu de points.
Pour calculer le classement d'un escrimeur, seuls comptent les cinq meilleurs totaux de points obtenus au cours des épreuves de coupe du monde, Grand Prix ou satellites, ainsi que les championnats du monde et de zone et Jeux olympiques.
| Rang                                 | 1er | 2e | 3e | 5e à 8e | 9e à 16e | 17e à 32e | 33e à 64e | 65e à 96e | 97e à 128e | 129e à 256e |
| ------------------------------------ | --- | -- | -- | ------- | -------- | --------- | --------- | --------- | ---------- | ----------- |
| Satellite                            | 4   | 3  | 2  | 1       | 0        | 0         | 0         | 0         | 0          | 0           |
| Coupe du monde                       | 32  | 26 | 20 | 14      | 8        | 4         | 2         | 1         | 0,5        | 0,25        |
| Championnats continentaux Grand Prix | 48  | 39 | 30 | 21      | 12       | 6         | 3         | 1,5       | 0,75       | 0,375       |
| Championnats du monde                | 80  | 65 | 50 | 35      | 20       | 10        | 5         | 2,5       | 1,25       | 0,625       |
| Jeux Olympiques                      | 96  | 78 | 60 | 42      | 24       | 12        | 6         | 3         | 1,5        | 0,75        |

### Par équipes
Le partage des points est le même pour toutes les compétitions par équipes, sauf pour les championnats du monde qui rapportent le double.
Pour calculer le classement d'une équipe, seuls comptent les quatre meilleurs résultats des épreuves de coupe du monde, ainsi que ceux des championnats du monde ou des Jeux Olympiques et les résultats des championnats de zone.
| Rang                                     | 1er | 2e  | 3e | 4e | 5e | 6e | 7e | 8e | 9e | 10e | 11e | 12e | 13e | 14e | 15e | 16e | 17e à 32e |
| ---------------------------------------- | --- | --- | -- | -- | -- | -- | -- | -- | -- | --- | --- | --- | --- | --- | --- | --- | --------- |
| Championnats continentaux Coupe du monde | 64  | 52  | 40 | 36 | 32 | 30 | 28 | 26 | 25 | 24  | 23  | 22  | 21  | 20  | 19  | 18  | 8         |
| Championnats du monde                    | 128 | 104 | 80 | 72 | 64 | 60 | 56 | 52 | 50 | 48  | 46  | 44  | 42  | 40  | 38  | 36  | 16        |

## Calendrier
| Légende | Abrégé | Catégorie            |
|         | ChM    | Championnat du monde |
|         | ChZ    | Championnat de zone  |
|         | GP     | Grand Prix           |
|         | CoM    | Coupe du monde       |
|         | Sat.   | Tournoi satellite    |

### Dames

#### Circuit principal
| Date                                           | Nom et lieu du tournoi                         | Cat. | Arme    | Type    | Vainqueur                                                                                            | Finaliste                                                                                      | Troisièmes                                                                                         | T                    |
| ---------------------------------------------- | ---------------------------------------------- | ---- | ------- | ------- | --- | ---------------------------------------------------------------------------------------------- | -------------------------------------------------------------------------------------------------- | -------------------- |
| 10/11/2022                                     | Coupe du monde, Alger                          | CoM  | Sabre   | Indiv.  | Lucía Martín-Portugués                                                                               | Michela Battiston                                                                              | Sara Balzer Theodóra Gkountoúra                                                                    | [ 3 ]                |
| 10/11/2022                                     | Coupe du monde, Alger                          | CoM  | Sabre   | Par éq. | France- Sara Balzer - Cécilia Berder - Caroline Queroli - Margaux Rifkiss                            | Corée du Sud- Choi Se-bin - Hong Hae-un - Jeon Eun-hye - Yoon Ji-su                            | Italie- Martina Criscio - Eloisa Passaro - Rossella Gregorio - Chiara Mormile                      | [ 4 ]                |
| 11/11/2022                                     | Glaive de Tallinn, Tallinn                     | CoM  | Épée    | Indiv.  | Alberta Santuccio                                                                                    | Marie-Florence Candassamy                                                                      | Song Se-ra Zhu Mingye                                                                              | [ 5 ]                |
| 11/11/2022                                     | Glaive de Tallinn, Tallinn                     | CoM  | Épée    | Par éq. | Italie- Rossella Fiamingo - Federica Isola - Roberta Marzani - Giulia Rizzi                          | Ukraine- Inna Brovko - Vlada Kharkova - Kseniya Pantelyeyeva - Yuliya Svystil                  | France- Marie-Florence Candassamy - Auriane Mallo - Éloïse Vanryssel - Coraline Vitalis            | [ 6 ]                |
| 08/12/2022                                     | Coupe du monde, Vancouver                      | CoM  | Épée    | Indiv.  | Giulia Rizzi                                                                                         | Vivian Kong                                                                                    | Alexanne Verret Anna Kun                                                                           | [ 7 ]                |
| 08/12/2022                                     | Coupe du monde, Vancouver                      | CoM  | Épée    | Par éq. | France- Marie-Florence Candassamy - Auriane Mallo - Lauren Rembi - Jade Sersot                       | Corée du Sud- Choi In-jeong - Kang Young-mi - Lee Hye-in - Song Se-ra                          | Suisse- Valentina Bos - Pauline Brunner - Angeline Favre - Noemi Moeschlin                         | [ 8 ]                |
| 09/12/2022                                     | Coupe du monde, Belgrade                       | CoM  | Fleuret | Indiv.  | Alice Volpi                                                                                          | Leonie Ebert                                                                                   | Francesca Palumbo Lee Kiefer                                                                       | [ 9 ]                |
| 09/12/2022                                     | Coupe du monde, Belgrade                       | CoM  | Fleuret | Par éq. | Italie- Erica Cipressa - Martina Favaretto - Francesca Palumbo - Alice Volpi                         | États-Unis- Jacqueline Dubrovich - Lee Kiefer - Zander Rhodes - Maia Weintraub                 | France- Anita Blaze - Solène Butruille - Morgane Patru - Pauline Ranvier                           | [ 10 ]               |
| 09/12/2022                                     | Trophée Nuoma, Orléans                         | GP   | Sabre   | Indiv.  | Martina Criscio                                                                                      | Manon Brunet                                                                                   | Déspina Georgiádou Chiara Mormile                                                                  | [ 11 ]               |
| 12/01/2023                                     | Mazars Challenge International de Paris, Paris | CoM  | Fleuret | Indiv.  | Alice Volpi                                                                                          | Lee Kiefer                                                                                     | Francesca Palumbo Ysaora Thibus                                                                    | [ 12 ]               |
| 12/01/2023                                     | Mazars Challenge International de Paris, Paris | CoM  | Fleuret | Par éq. | Italie- Erica Cipressa - Martina Favaretto - Francesca Palumbo - Alice Volpi                         | États-Unis- Stefani Deschner - Jacqueline Dubrovich - Lee Kiefer - Zander Rhodes               | Japon- Sera Azuma - Komaki Kikuchi - Karin Miyawaki - Yuka Ueno                                    | [ 13 ]               |
| 13/01/2023                                     | Grand Prix, Tunis                              | GP   | Sabre   | Indiv.  | Déspina Georgiádou                                                                                   | Lucía Martín-Portugués                                                                         | Misaki Emura Olha Kharlan                                                                          | [ 14 ]               |
| 27/01/2023                                     | Grand Prix du Qatar, Doha                      | GP   | Épée    | Indiv.  | Nathalie Moellhausen                                                                                 | Marie-Florence Candassamy                                                                      | Vivian Kong Eszter Muhari                                                                          | [ 15 ]               |
| 10/02/2023                                     | Ville de Barcelone, Barcelone                  | CoM  | Épée    | Indiv.  | Nathalie Moellhausen                                                                                 | Kang Young-mi                                                                                  | Auriane Mallo Sun Yiwen                                                                            | [ 16 ]               |
| 10/02/2023                                     | Ville de Barcelone, Barcelone                  | CoM  | Épée    | Par éq. | Corée du Sud- Kang Young-mi - Lee Hye-in - Song Se-ra - Yu Danwoo                                    | Italie- Rossella Fiamingo - Federica Isola - Mara Navarria - Alberta Santuccio                 | Chine- Lin Sheng - Sun Yiwen - Xu Nuo - Yu Sihan                                                   | ,                    |
| 10/02/2023                                     | Coupe du monde, Tachkent                       | CoM  | Sabre   | Indiv.  | Déspina Georgiádou                                                                                   | Theodóra Gkountoúra                                                                            | Misaki Emura Elizabeth Tartakovsky                                                                 | [ 19 ]               |
| 10/02/2023                                     | Coupe du monde, Tachkent                       | CoM  | Sabre   | Par éq. | Bulgarie- Olga Hramova - Yoana Ilieva - Emma Neikova                                                 | Azerbaïdjan- Anna Bashta - Valeriya Bolshakova - Sabina Karimova - Palina Kaspiarovich         | Corée du Sud- Choi Se-bin - Jeon Ha-young - Jeon Eun-hye - Yoon Ji-su                              | [ 20 ]               |
| 10/02/2023                                     | Grand Prix, Turin                              | GP   | Fleuret | Indiv.  | Ysaora Thibus                                                                                        | Erica Cipressa                                                                                 | Camilla Mancini Alina Poloziuk                                                                     | [ 21 ]               |
| 24/02/2023                                     | Coupe du monde, Le Caire                       | CoM  | Fleuret | Indiv.  | Martina Favaretto                                                                                    | Martina Batini                                                                                 | Lee Kiefer Julia Walczyk-Klimaszyk                                                                 | [ 22 ]               |
| 24/02/2023                                     | Coupe du monde, Le Caire                       | CoM  | Fleuret | Par éq. | Italie- Erica Cipressa - Martina Favaretto - Francesca Palumbo - Alice Volpi                         | États-Unis- Jacqueline Dubrovich - Lee Kiefer - Lauren Scruggs - Maia Weintraub                | Japon- Sera Azuma - Komaki Kikuchi - Sumire Tsuji - Yūka Ueno                                      | [ 23 ]               |
| 03/03/2023                                     | Coupe Akropolis, Athènes                       | CoM  | Sabre   | Indiv.  | Sugár Katinka Battai                                                                                 | Olha Kharlan                                                                                   | Manon Apithy-Brunet Theodóra Gkountoúra                                                            | [ 24 ]               |
| 03/03/2023                                     | Coupe Akropolis, Athènes                       | CoM  | Sabre   | Par éq. | France- Manon Apithy-Brunet - Sara Balzer - Caroline Quéroli - Margaux Rifkiss                       | Corée du Sud- Choi Se-bin - Jeon Ha-young - Jeon Eun-hye - Yoon Ji-su                          | Italie- Michela Battiston - Martina Criscio - Rossella Gregorio - Chiara Mormille                  | [ 25 ]               |
| 10/03/2023                                     | Grand Prix WESTEND, Budapest                   | GP   | Épée    | Indiv.  | Renata Knapik-Miazga                                                                                 | Anna Kun                                                                                       | Marie-Florence Candassamy Nelli Differt                                                            | [ 26 ]               |
| 17/03/2023                                     | Coupe du monde, Saint-Nicolas                  | CoM  | Sabre   | Indiv.  | Sara Balzer                                                                                          | Shao Yaqi                                                                                      | Theodóra Gkountoúra Rossella Gregorio                                                              | [ 27 ]               |
| 17/03/2023                                     | Coupe du monde, Saint-Nicolas                  | CoM  | Sabre   | Par éq. | Corée du Sud- Choi Se-bin - Jeon Eun-hye - Lee Han-ah - Yun So-yeon                                  | Italie- Michela Battiston - Martina Criscio - Rossella Gregorio - Chiara Mormille              | Ukraine- Yuliya Bakastova - Olha Kharlan - Alina Komachtchouk - Olena Kravatska                    | [ 28 ]               |
| 17/03/2023                                     | Grand Prix, Busan                              | GP   | Fleuret | Indiv.  | Lee Kiefer                                                                                           | Sera Azuma                                                                                     | Martina Sinigalia Alice Volpi                                                                      | [ 29 ]               |
| 24/03/2023                                     | Coupe du monde, Nanjing                        | CoM  | Épée    | Indiv.  | Anna Kun                                                                                             | Alexandra Louis-Marie                                                                          | Auriane Mallo Camille Nabeth                                                                       | [ 30 ]               |
| 24/03/2023                                     | Coupe du monde, Nanjing                        | CoM  | Épée    | Par éq. | France- Marie-Florence Candassamy - Alexandra Louis-Marie - Auriane Mallo - Coraline Vitalis         | Corée du Sud- Choi In-jeong - Kang Young-mi - Lee Hye-in - Song Se-ra                          | Italie- Rossella Fiamingo - Federica Isola - Mara Navarria - Alberta Santuccio                     | [ 31 ]               |
| Début de la période de qualification olympique |                                                |      |         |         | |                                                                                                | |                      |
| 21/04/2023                                     | Coupe du monde, Poznań                         | CoM  | Fleuret | Indiv.  | Compétition annulée,                                                                                 | Compétition annulée,                                                                           | Compétition annulée,                                                                               | Compétition annulée, |
| 21/04/2023                                     | Coupe du monde, Poznań                         | CoM  | Fleuret | Par éq. | Compétition annulée,                                                                                 | Compétition annulée,                                                                           | Compétition annulée,                                                                               | Compétition annulée, |
| 28/04/2023                                     | Grand Prix, Séoul                              | GP   | Sabre   | Indiv.  | Theodóra Gkountoúra                                                                                  | Sara Balzer                                                                                    | Misaki Emura Olha Kharlan                                                                          | [ 34 ]               |
| 05/05/2023                                     | Grand Prix, Cali                               | GP   | Épée    | Indiv.  | Vivian Kong                                                                                          | Marie-Florence Candassamy                                                                      | Rossella Fiamingo Nathalie Moellhausen                                                             | [ 35 ]               |
| 05/05/2023                                     | Coupe du monde, Tauberbischofsheim             | CoM  | Fleuret | Indiv.  | Compétition annulée,                                                                                 | Compétition annulée,                                                                           | Compétition annulée,                                                                               | Compétition annulée, |
| 05/05/2023                                     | Coupe du monde, Tauberbischofsheim             | CoM  | Fleuret | Par éq. | Compétition annulée,                                                                                 | Compétition annulée,                                                                           | Compétition annulée,                                                                               | Compétition annulée, |
| 05/05/2023                                     | Coupe du monde, Plovdiv                        | CoM  | Fleuret | Indiv.  | Lee Kiefer                                                                                           | Ysaora Thibus                                                                                  | Flóra Pásztor Morgane Patru                                                                        | [ 38 ]               |
| 05/05/2023                                     | Coupe du monde, Plovdiv                        | CoM  | Fleuret | Par éq. | France- Anita Blaze - Morgane Patru - Pauline Ranvier - Ysaora Thibus                                | Italie- Erica Cipressa - Martina Favaretto - Francesca Palumbo - Alice Volpi                   | États-Unis- Jacqueline Dubrovich - Zander Rhodes - Lauren Scruggs - Maia Weintraub                 | [ 39 ]               |
| 12/05/2023                                     | Coupe du monde, Batoumi                        | CoM  | Sabre   | Indiv.  | Sara Balzer                                                                                          | Caroline Quéroli                                                                               | Anna Márton Chiara Mormile                                                                         | [ 40 ]               |
| 12/05/2023                                     | Coupe du monde, Batoumi                        | CoM  | Sabre   | Par éq. | Ukraine- Yuliya Bakastova - Olha Kharlan - Alina Komachtchouk - Olena Kravatska                      | États-Unis- Maia Chamberlain - Tatiana Nazlymov - Magda Skarbonkiewicz - Elizabeth Tartakovsky | Espagne- Lucía Martín-Portugués - Araceli Navarro - Celia Pérez-Cuenca - María Ventura             | [ 41 ]               |
| 19/05/2023                                     | Coupe du monde, Fujaïrah                       | CoM  | Épée    | Indiv.  | Song Se-ra                                                                                           | Vivian Kong                                                                                    | Anna Kun Gaia Traditi                                                                              | [ 42 ]               |
| 19/05/2023                                     | Coupe du monde, Fujaïrah                       | CoM  | Épée    | Par éq. | France- Marie-Florence Candassamy - Alexandra Louis-Marie - Auriane Mallo - Coraline Vitalis         | Corée du Sud- Choi In-jeong - Kang Young-mi - Lee Hye-in - Song Se-ra                          | Pologne- Renata Knapik-Miazga - Magdalena Pawłowska - Kamila Pytka - Martyna Swatowska-Wenglarczyk | [ 43 ]               |
| 19/05/2023                                     | Grand Prix, Shanghai                           | GP   | Fleuret | Indiv.  | Anne Sauer                                                                                           | Martina Batini                                                                                 | Lee Kiefer Ysaora Thibus                                                                           | [ 44 ]               |
| 02/06/2023                                     | Coupe du monde, Tbilissi                       | CoM  | Fleuret | Indiv.  | Martina Favaretto                                                                                    | Anne Sauer                                                                                     | Eleanor Harvey Ysaora Thibus                                                                       | [ 45 ]               |
| 02/06/2023                                     | Coupe du monde, Tbilissi                       | CoM  | Fleuret | Par éq. | États-Unis- Jacqueline Dubrovich - Lee Kiefer - Lauren Scruggs - Maia Weintraub                      | Italie- Martina Batini - Martina Favaretto - Francesca Palumbo - Alice Volpi                   | Japon- Sera Azuma - Komaki Kikuchi - Karin Miyawaki - Yūka Ueno                                    | [ 46 ]               |
| 15/06/2023                                     | Championnats panaméricains, Lima               | ChZ  | Épée    | Indiv.  | Catherine Nixon                                                                                      | Montserrat Viveros                                                                             | Katharine Holmes Nathalie Moellhausen                                                              | [ 47 ]               |
| 15/06/2023                                     | Championnats panaméricains, Lima               | ChZ  | Épée    | Par éq. | États-Unis- Katharine Holmes - Hadley Husisian - Catherine Nixon - Isis Washington                   | Canada- Leonora Mackinnon - Marie-Frédérique Millette - Alexanne Verret - Ruien Xiao           | Brésil- Nathalie Moellhausen - Amanda Netto Simeão - Marcela Silva - Victoria Vizeu                | [ 48 ]               |
| 15/06/2023                                     | Championnats panaméricains, Lima               | ChZ  | Fleuret | Indiv.  | Lee Kiefer                                                                                           | Maia Weintraub                                                                                 | Jessica Guo Lauren Scruggs                                                                         | [ 49 ]               |
| 15/06/2023                                     | Championnats panaméricains, Lima               | ChZ  | Fleuret | Par éq. | Canada- Sabrina Fang - Jessica Guo - Eleanor Harvey - Yunjia Zhang                                   | États-Unis- Jacqueline Dubrovich - Lee Kiefer - Lauren Scruggs - Maia Weintraub                | Mexique- Alely Hernández - Victoria Meza Oceguera - Nataly Michel - Melissa Rebolledo              | [ 50 ]               |
| 15/06/2023                                     | Championnats panaméricains, Lima               | ChZ  | Sabre   | Indiv.  | Magda Skarbonkiewicz                                                                                 | Pamela Brind'Amour                                                                             | Elizabeth Tartakovsky Karina Trois                                                                 | [ 51 ]               |
| 15/06/2023                                     | Championnats panaméricains, Lima               | ChZ  | Sabre   | Par éq. | États-Unis- Maia Chamberlain - Tatyana Nazlymov - Magda Skarbonkiewicz - Elizabeth Tartakovsky       | Mexique- Natalia Botello - Diana González - Regina Pedraza - Julieta Toledo                    | Venezuela- Luismar Banezca - Katherine Paredes Torres - Shia Rodríguez - Fabiangela Ruido          | [ 52 ]               |
| 16/06/2023                                     | Championnats d'Europe individuels, Sofia       | ChZ  | Épée    | Indiv.  | Alexandra Louis-Marie                                                                                | Mara Navarria                                                                                  | Nelli Differt Auriane Mallo                                                                        | [ 53 ]               |
| 16/06/2023                                     | Championnats d'Europe individuels, Sofia       | ChZ  | Fleuret | Indiv.  | Martina Batini                                                                                       | Martina Favaretto                                                                              | Francesca Palumbo Alice Volpi                                                                      | [ 54 ]               |
| 16/06/2023                                     | Championnats d'Europe individuels, Sofia       | ChZ  | Sabre   | Indiv.  | Manon Brunet-Apithy                                                                                  | Sara Balzer                                                                                    | Martina Criscio Theodóra Gkountoúra                                                                | [ 55 ]               |
| 17/06/2023                                     | Championnats d'Asie, Wuxi                      | ChZ  | Épée    | Indiv.  | Vivian Kong                                                                                          | Song Se-ra                                                                                     | Choi In-jeong Lin Sheng                                                                            | [ 56 ]               |
| 17/06/2023                                     | Championnats d'Asie, Wuxi                      | ChZ  | Épée    | Par éq. | Corée du Sud- Choi In-jeong - Kang Young-mi - Lee Hye-in - Song Se-ra                                | Hong Kong- Chan Wai Ling - Chu Ka Mong - Kaylin Hsieh - Vivian Kong                            | Chine- Lin Sheng - Sun Yiwen - Tang Junyao - Zhu Mingye                                            | [ 57 ]               |
| 17/06/2023                                     | Championnats d'Asie, Wuxi                      | ChZ  | Fleuret | Indiv.  | Chen Qingyuan                                                                                        | Sera Azuma                                                                                     | Amita Berthier Hong Hyo-jin                                                                        | [ 58 ]               |
| 17/06/2023                                     | Championnats d'Asie, Wuxi                      | ChZ  | Fleuret | Par éq. | Japon- Sera Azuma - Komaki Kikuchi - Karin Miyawaki - Yūka Ueno                                      | Chine- Cai Yuanting - Chen Qingyuan - Fu Yiting - Huang Qianqian                               | Hong Kong- Daphne Chan - Valerie Cheng - Kuan Yu Ching - Sophia Wu                                 | [ 59 ]               |
| 17/06/2023                                     | Championnats d'Asie, Wuxi                      | ChZ  | Sabre   | Indiv.  | Zaynab Dayibekova                                                                                    | Yoon Ji-su                                                                                     | Bhavani Devi Chadalavada Yang Hengyu                                                               | [ 60 ]               |
| 17/06/2023                                     | Championnats d'Asie, Wuxi                      | ChZ  | Sabre   | Par éq. | Corée du Sud- Choi Se-bin - Hong Hae-un - Jeon Eun-hye - Yoon Ji-su                                  | Chine- Fu Ying - Shao Yaqi - Yang Hengyu - Zhang Xinyi                                         | Japon- Misaki Emura - Shihomi Fukushima - Seri Ozaki - Risa Takashima                              | [ 61 ]               |
| 19/06/2023                                     | Championnats d'Afrique, Le Caire               | ChZ  | Épée    | Indiv.  | Alexandra Ndolo                                                                                      | Inès El Batoul Taleb                                                                           | Chloé Bousfiha Aya Hussein                                                                         | [ 62 ]               |
| 19/06/2023                                     | Championnats d'Afrique, Le Caire               | ChZ  | Épée    | Par éq. | Égypte- Nardin Ehab - Hana El-Eraky - Shirwit Gaber - Aya Hussein                                    | Maroc- Saadia Bastos - Chloé Bousfiha - Camélia El Kord - Sarah Tahra Ellis                    | Algérie- Selma Benchekor - Charline Boukhelifa - Inès El Batoul Taleb - Yousra Zebboudj            | [ 63 ]               |
| 19/06/2023                                     | Championnats d'Afrique, Le Caire               | ChZ  | Fleuret | Indiv.  | Yara El-Sharkawy                                                                                     | Nora Mohamed                                                                                   | Maxine Esteban Meriem Mebarki                                                                      | [ 64 ]               |
| 19/06/2023                                     | Championnats d'Afrique, Le Caire               | ChZ  | Fleuret | Par éq. | Égypte- Yara El-Sharkawy - Malak Hamza - Noha Hany - Nora Mohamed                                    | Algérie- Selma Benchekor - Meriem Mebarki - Yousra Zebboudj - Sonia Zeboudj                    | Tunisie- Yasmine Ayari - Nourane B'chir - Mariem Khiari                                            | [ 65 ]               |
| 19/06/2023                                     | Championnats d'Afrique, Le Caire               | ChZ  | Sabre   | Indiv.  | Saoussen Boudiaf                                                                                     | Nada Hafez                                                                                     | Mariam Deghiedy Zohra Nora Kehli                                                                   | [ 66 ]               |
| 19/06/2023                                     | Championnats d'Afrique, Le Caire               | ChZ  | Sabre   | Par éq. | Égypte- Mariam Deghiedy - Jana El-Bakry - Nada Hafez - A. Hegazy                                     | Algérie- Saoussen Boudiaf - Abik Boungab - Zohra Nora Kehli - Kaouther Mohamed Belkebir        | Tunisie- Yasmine Daghfous - Olfa Hezami - Kenza Lakhoua                                            | [ 67 ]               |
| 28/06/2023                                     | Championnats d'Europe par équipes, Cracovie    | ChZ  | Épée    | Par éq. | France- Marie-Florence Candassamy - Alexandra Louis-Marie - Auriane Mallo-Breton - Coraline Vitalis  | Hongrie- Lili Büki - Anna Kun - Eszter Muhari - Dorina Wimmer                                  | Italie- Rossella Fiamingo - Federica Isola - Mara Navarria - Alberta Santuccio                     | [ 68 ]               |
| 28/06/2023                                     | Championnats d'Europe par équipes, Cracovie    | ChZ  | Fleuret | Par éq. | Italie- Martina Batini - Martina Favaretto - Francesca Palumbo - Alice Volpi                         | France- Anita Blaze - Morgane Patru - Pauline Ranvier - Ysaora Thibus                          | Allemagne- Leandra Behr - Aliya Dhuique-Hein - Leonie Ebert - Anne Sauer                           | [ 69 ]               |
| 28/06/2023                                     | Championnats d'Europe par équipes, Cracovie    | ChZ  | Sabre   | Par éq. | France- Manon Brunet - Sara Balzer - Cécilia Berder - Margaux Rifkiss                                | Italie- Martina Criscio - Rossella Gregorio - Chiara Mormile - Eloisa Passaro                  | Hongrie- Sugár Katinka Battai - Renáta Katona - Liza Pusztai - Luca Szucs                          | [ 70 ]               |
| 22/07/2023                                     | Championnats du monde, Milan                   | ChM  | Épée    | Indiv.  | Marie-Florence Candassamy                                                                            | Alberta Santuccio                                                                              | Mara Navarria Sun Yiwen                                                                            | [ 71 ]               |
| 22/07/2023                                     | Championnats du monde, Milan                   | ChM  | Épée    | Par éq. | Pologne- Renata Knapik-Miazga - Magdalena Pawłowska - Martyna Swatowska-Wenglarczyk - Ewa Trzebińska | Italie- Rossella Fiamingo - Federica Isola - Mara Navarria - Alberta Santuccio                 | Corée du Sud- Choi In-jeong - Kang Young-mi - Lee Hye-in - Song Se-ra                              | [ 72 ]               |
| 22/07/2023                                     | Championnats du monde, Milan                   | ChM  | Fleuret | Indiv.  | Alice Volpi                                                                                          | Arianna Errigo                                                                                 | Martina Favaretto Lee Kiefer                                                                       | [ 73 ]               |
| 22/07/2023                                     | Championnats du monde, Milan                   | ChM  | Fleuret | Par éq. | Italie- Arianna Errigo - Martina Favaretto - Francesca Palumbo - Alice Volpi                         | France- Solène Butruille - Morgane Patru - Pauline Ranvier - Ysaora Thibus                     | Japon- Sera Azuma - Komaki Kikuchi - Karin Miyawaki - Yūka Ueno                                    | [ 74 ]               |
| 22/07/2023                                     | Championnats du monde, Milan                   | ChM  | Sabre   | Indiv.  | Misaki Emura                                                                                         | Déspina Georgiádou                                                                             | Theodóra Gkountoúra Yoana Ilieva                                                                   | [ 75 ]               |
| 22/07/2023                                     | Championnats du monde, Milan                   | ChM  | Sabre   | Par éq. | Hongrie- Sugár Katinka Battai - Anna Márton - Liza Pusztai - Luca Szucs                              | France- Manon Apithy-Brunet - Sara Balzer - Caroline Quéroli - Margaux Rifkiss                 | Corée du Sud- Choi Se-bin - Jeon Eun-hye - Jeon Ha-young - Yoon Ji-su                              | [ 76 ]               |

### Messieurs

#### Circuit principal
| Date                                           | Nom et lieu du tournoi                         | Cat. | Arme    | Type    | Vainqueur                                                                             | Finaliste | Troisièmes                                                                           | T                    |
| ---------------------------------------------- | ---------------------------------------------- | ---- | ------- | ------- | ------------------------------------------------------------------------------------- | --- | ------------------------------------------------------------------------------------ | -------------------- |
| 10/11/2022                                     | Coupe du Monde, Alger                          | CoM  | Sabre   | Indiv.  | Sandro Bazadze                                                                        | Luigi Samele                                                                                                   | Boladé Apithy Ziad El-Sissy                                                          | [ 77 ]               |
| 10/11/2022                                     | Coupe du Monde, Alger                          | CoM  | Sabre   | Par éq. | Corée du Sud- Kim Jung-hwan - Do Gyeong-dong - Gu Bon-gil - Oh Sang-uk                | Iran- Ali Pakdaman - Farzad Baher Arasbaran - Mohammad Fotouhi - Mohammad Rahbari                              | Allemagne- Frederic Kindler - Matyas Szabo - Raoul Bonah - Lorenz Kempf              | [ 78 ]               |
| 11/11/2022                                     | Coupe du Monde de Berne, Berne                 | CoM  | Épée    | Indiv.  | Tibor Andrásfi                                                                        | Jhon Édison Rodríguez                                                                                          | Kōki Kanō Luidgi Midelton                                                            | [ 79 ]               |
| 11/11/2022                                     | Coupe du Monde de Berne, Berne                 | CoM  | Épée    | Par éq. | France- Romain Cannone - Yannick Borel - Daniel Jérent - Alexandre Bardenet           | Corée du Sud- Kim Dae-eon - Kweon Young-jun - Ma Se-geon - Jung Byeung-chan                                    | Hongrie- David Nagy - Máté Koch - Gergely Siklósi - Tibor Andrásfi                   | [ 80 ]               |
| 11/11/2022                                     | Lion de Bonn, Bonn                             | CoM  | Fleuret | Indiv.  | Kyōsuke Matsuyama                                                                     | Alessio Foconi                                                                                                 | Enzo Lefort Marcus Mepstead                                                          | [ 81 ]               |
| 11/11/2022                                     | Lion de Bonn, Bonn                             | CoM  | Fleuret | Par éq. | États-Unis- Chase Emmer - Nick Itkin - Alexander Massialas - Gerek Meinhardt          | Italie- Guillaume Bianchi - Alessio Foconi - Daniele Garozzo - Tommaso Marini                                  | France- Maximilien Chastanet - Enzo Lefort - Pierre Loisel - Rafael Savin            | [ 82 ]               |
| 08/12/2022                                     | Trophée Nuoma, Orléans                         | GP   | Sabre   | Indiv.  | Áron Szilágyi                                                                         | Sandro Bazadze                                                                                                 | Luca Curatoli Kim Jung-hwan                                                          | [ 83 ]               |
| 09/12/2022                                     | Coupe du monde, Vancouver                      | CoM  | Épée    | Indiv.  | Gergely Siklósi                                                                       | Yannick Borel                                                                                                  | Lan Minghao Alexandre Bardenet                                                       | [ 84 ]               |
| 09/12/2022                                     | Coupe du monde, Vancouver                      | CoM  | Épée    | Par éq. | France- Alexandre Bardenet - Yannick Borel - Romain Cannone - Alex Fava               | Italie- Gabriele Cimini - Valerio Cuomo - Davide Di Veroli - Andrea Santarelli                                 | Japon- Koki Kano - Akira Komata - Ryu Matsumoto - Masaru Yamada                      | [ 85 ]               |
| 09/12/2022                                     | Coupe du Prince Takamado, Tokyo                | CoM  | Fleuret | Indiv.  | Tommaso Marini                                                                        | Maxime Pauty                                                                                                   | Yudai Nagano Alaaeldin Abouelkassem                                                  | [ 86 ]               |
| 09/12/2022                                     | Coupe du Prince Takamado, Tokyo                | CoM  | Fleuret | Par éq. | États-Unis- Miles Chamley-Watson - Nick Itkin - Alexander Massialas - Gerek Meinhardt | Japon- Kazuka Imura - Kyōsuke Matsuyama - Takahiro Shikine - Kenta Suzumura                                    | Italie- Guillaume Bianchi - Alessio Foconi - Daniele Garozzo - Tommaso Marini        | [ 87 ]               |
| 12/01/2023                                     | Mazars Challenge International de Paris, Paris | CoM  | Fleuret | Indiv.  | Cheung Ka Long                                                                        | Edoardo Luperi                                                                                                 | Chase Emmer Alessio Foconi                                                           | [ 88 ]               |
| 12/01/2023                                     | Mazars Challenge International de Paris, Paris | CoM  | Fleuret | Par éq. | Italie- Guillaume Bianchi - Alessio Foconi - Daniele Garozzo - Tommaso Marini         | États-Unis- Miles Chamley-Watson - Nick Itkin - Alexander Massialas - Gerek Meinhardt                          | Japon- Kazuki Iimura - Kyōsuke Matsuyama - Takahiro Shikine - Kenta Suzumura         |                      |
| 13/01/2023                                     | Grand Prix, Tunis                              | GP   | Sabre   | Indiv.  | Sandro Bazadze                                                                        | Luigi Samele                                                                                                   | Eli Dershwitz András Szatmári                                                        | [ 89 ]               |
| 27/01/2023                                     | Grand Prix du Qatar, Doha                      | GP   | Épée    | Indiv.  | Gergely Siklósi                                                                       | Neisser Loyola                                                                                                 | Yannick Borel Akira Komata                                                           | [ 90 ]               |
| 10/02/2023                                     | Sabre de Wołodyjowski, Varsovie                | CoM  | Sabre   | Indiv.  | Compétition annulée                                                                   | Compétition annulée                                                                                            | Compétition annulée                                                                  | Compétition annulée  |
| 10/02/2023                                     | Sabre de Wołodyjowski, Varsovie                | CoM  | Sabre   | Par éq. | Compétition annulée                                                                   | Compétition annulée                                                                                            | Compétition annulée                                                                  | Compétition annulée  |
| 10/02/2023                                     | Trophée INALPI, Turin                          | GP   | Fleuret | Indiv.  | Gerek Meinhardt                                                                       | Filippo Macchi                                                                                                 | Alexander Choupenitch Daniele Garozzo                                                | [ 91 ]               |
| 23/02/2023                                     | Coupe d'Heidenheim, Heidenheim an der Brenz    | CoM  | Épée    | Indiv.  | Kōki Kanō                                                                             | Alexis Bayard                                                                                                  | Ruslan Kurbanov Yulen Pereira                                                        |                      |
| 23/02/2023                                     | Coupe d'Heidenheim, Heidenheim an der Brenz    | CoM  | Épée    | Par éq. | France- Alexandre Bardenet - Romain Cannone - Alex Fava - Nelson Lopez-Pourtier       | Italie- Gabriele Cimini - Valerio Cuomo - Davide Di Veroli - Andrea Santarelli                                 | Japon- Kōki Kanō - Akira Komata - Ryū Matsumoto - Kazuyasu Minobe                    | [ 92 ]               |
| 23/02/2023                                     | Challenge des Pharaons, Le Caire               | CoM  | Fleuret | Indiv.  | Alexander Massialas                                                                   | Tommaso Marini                                                                                                 | Davide Filippi Enzo Lefort                                                           | [ 93 ]               |
| 23/02/2023                                     | Challenge des Pharaons, Le Caire               | CoM  | Fleuret | Par éq. | Japon- Kazuki Iimura - Kyōsuke Matsuyama - Takahiro Shikine - Kenta Suzumura          | Italie- Guillaume Bianchi - Daniele Garozzo - Filippo Macchi - Tommaso Marini                                  | France- Enzo Lefort - Pierre Loisel - Maxime Pauty - Rafael Savin                    | [ 94 ]               |
| 03/03/2023                                     | Trophée Luxardo, Padoue                        | CoM  | Sabre   | Indiv.  | Michele Gallo                                                                         | Artyom Sarkissyan                                                                                              | Sandro Bazadze Giovanni Repetti                                                      | [ 95 ]               |
| 03/03/2023                                     | Trophée Luxardo, Padoue                        | CoM  | Sabre   | Par éq. | Hongrie- Tamás Decsi - Csanád Gémesi - András Szatmári - Áron Szilágyi                | Italie- Luca Curatoli - Michele Gallo - Matteo Neri - Pietro Torre                                             | Corée du Sud- Do Gyeong-dong - Gu Bon-gil - Kim Jun-ho - Kim Jung-hwan               | [ 96 ]               |
| 10/03/2023                                     | Grand Prix WESTEND, Budapest                   | GP   | Épée    | Indiv.  | Gabriele Cimini                                                                       | Yonathan Cohen                                                                                                 | Gaétan Billa Valerio Cuomo                                                           | [ 97 ]               |
| 17/03/2023                                     | Grand Prix, Busan                              | GP   | Fleuret | Indiv.  | Alessio Foconi                                                                        | Cheung Ka Long                                                                                                 | Gerek Meinhardt Maxime Pauty                                                         | [ 98 ]               |
| 24/03/2023                                     | Jockey Club Argentino, Buenos Aires            | CoM  | Épée    | Indiv.  | Alexandre Bardenet                                                                    | Lan Minghao | Romain Cannone Stephen Ewart                                                         | [ 99 ]               |
| 24/03/2023                                     | Jockey Club Argentino, Buenos Aires            | CoM  | Épée    | Par éq. | Hongrie- Tibor Andrásfi - Zsombor Keszthelyi - Máté Koch - David Nagy                 | Venezuela- Francisco Limardo - Jesús Limardo - Rubén Limardo - Grabiel Lugo                                    | Tchéquie- Jiří Beran - Michal Čupr - Jakub Jurka - Martin Rubeš                      | [ 100 ]              |
| 24/03/2023                                     | Coupe du Monde, Budapest                       | CoM  | Sabre   | Indiv.  | Áron Szilágyi                                                                         | Sandro Bazadze                                                                                                 | Gu Bon-gil Maxime Pianfetti                                                          | [ 101 ]              |
| 24/03/2023                                     | Coupe du Monde, Budapest                       | CoM  | Sabre   | Par éq. | Corée du Sud- Gu Bon-gil - Kim Jun-ho - Kim Jung-hwan - Oh Sang-uk                    | Allemagne- Raoul Bonah - Lorenz Kempf - Frederic Kindler - Matyas Szabo                                        | Hongrie- Tamás Decsi - Csanád Gémesi - András Szatmári - Áron Szilágyi               | [ 102 ]              |
| Début de la période de qualification olympique |                                                |      |         |         |                                                                                       | |                                                                                      |                      |
| 27/04/2023                                     | Grand Prix, Séoul                              | GP   | Sabre   | Indiv.  | Oh Sang-uk                                                                            | Sandro Bazadze                                                                                                 | Matteo Neri Áron Szilágyi                                                            | [ 103 ]              |
| 05/05/2023                                     | Coupe du Monde, Acapulco                       | CoM  | Fleuret | Indiv.  | Mohamed Hamza                                                                         | Cheung Ka Long                                                                                                 | Tommaso Marini Gerek Meinhardt                                                       | [ 104 ]              |
| 05/05/2023                                     | Coupe du Monde, Acapulco                       | CoM  | Fleuret | Par éq. | États-Unis- Miles Chamley-Watson - Nick Itkin - Alexander Massialas - Gerek Meinhardt | Italie- Alessio Foconi - Daniele Garozzo - Filippo Macchi - Tommaso Marini                                     | France- Alexandre Ediri - Enzo Lefort - Maxime Pauty - Rafael Savin                  | [ 105 ]              |
| 05/05/2023                                     | Grand Prix, Cali                               | GP   | Épée    | Indiv.  | Jiří Beran                                                                            | Davide Di Veroli                                                                                               | Yulen Pereira Federico Vismara                                                       | [ 106 ]              |
| 12/05/2023                                     | Ville de Madrid, Madrid                        | CoM  | Sabre   | Indiv.  | Sandro Bazadze                                                                        | Riccardo Nuccio                                                                                                | Enrico Berrè Maxime Pianfetti                                                        | [ 107 ]              |
| 12/05/2023                                     | Ville de Madrid, Madrid                        | CoM  | Sabre   | Par éq. | Hongrie- Tamás Decsi - Csanád Gémesi - András Szatmári - Áron Szilágyi                | États-Unis- Eli Dershwitz - Andrew Doddo - Colin Heathcock - Mitchell Saron                                    | Iran- Farzad Baher Aresbaran - Mohammad Fotouhi - Ali Pakdaman - Mohammad Rahbari    | [ 108 ]              |
| 19/05/2023                                     | Challenge Monal, Saint-Maur-des-Fossés         | CoM  | Épée    | Indiv.  | Compétition annulée,                                                                  | Compétition annulée,                                                                                           | Compétition annulée,                                                                 | Compétition annulée, |
| 19/05/2023                                     | Challenge Monal, Saint-Maur-des-Fossés         | CoM  | Épée    | Par éq. | Compétition annulée,                                                                  | Compétition annulée,                                                                                           | Compétition annulée,                                                                 | Compétition annulée, |
| 19/05/2023                                     | Coupe du Monde, Istanbul                       | CoM  | Épée    | Indiv.  | Alexandre Bardenet                                                                    | Máté Koch | Davide Di Veroli Tristan Tulen                                                       | [ 111 ]              |
| 19/05/2023                                     | Coupe du Monde, Istanbul                       | CoM  | Épée    | Par éq. | Kazakhstan- Elmir Alimzhanov - Ruslan Kurbanov - Yerlik Sertay - Vadim Sharlaimov     | Pays-Bas- Ruben Derksen - Rafael Tulen - Tristan Tulen - David van Nunen                                       | Corée du Sud- Kim Jae-won - Kweon Young-jun - Ma Se-geon - Son Tae-jin               | [ 112 ]              |
| 20/05/2023                                     | Grand Prix, Shanghai                           | GP   | Fleuret | Indiv.  | Alexander Massialas                                                                   | Francesco Ingargiola                                                                                           | Daniel Dosa Julien Mertine                                                           | [ 113 ]              |
| 15/06/2023                                     | Championnats panaméricains, Lima               | ChZ  | Épée    | Indiv.  | Rubén Limardo                                                                         | Nicholas Zhang                                                                                                 | Grabiel Lugo Jhon Édison Rodríguez                                                   | [ 114 ]              |
| 15/06/2023                                     | Championnats panaméricains, Lima               | ChZ  | Épée    | Par éq. | Venezuela- Francisco Limardo - Jesús Limardo - Rubén Limardo - Grabiel Lugo           | Colombie- Andrés Felipe Campos Zarrate - Juán Andrés Castillo Guttierez - Hernando Roa - Jhon Édison Rodríguez | Canada- Fynn Fafard - Dylan French - Samuel Gallagher-Pelletier - Nicholas Zhang     | [ 115 ]              |
| 15/06/2023                                     | Championnats panaméricains, Lima               | ChZ  | Fleuret | Indiv.  | Gerek Meinhardt                                                                       | Nick Itkin | Alexander Massialas Guilherme Toldo                                                  | [ 116 ]              |
| 15/06/2023                                     | Championnats panaméricains, Lima               | ChZ  | Fleuret | Par éq. | États-Unis- Miles Chamley-Watson - Nick Itkin - Gerek Meinhardt                       | Canada- Blake Broszus - Bogdan Hamilton - Patrick Liu - Maximilien van Haaster                                 | Chili- David Alarcón - Gustavo Alarcón - Juvenal Alarcón - Leopoldo Alarcón          | [ 117 ]              |
| 15/06/2023                                     | Championnats panaméricains, Lima               | ChZ  | Sabre   | Indiv.  | Andrew Doddo                                                                          | José Quintero                                                                                                  | Pascual María Di Tella Eliecer Romero                                                | [ 118 ]              |
| 15/06/2023                                     | Championnats panaméricains, Lima               | ChZ  | Sabre   | Par éq. | États-Unis- Eli Dershwitz - Andrew Doddo - Colin Heathcock - Mitchell Saron           | Canada- Farès Arfa - François Cauchon - Shaul Gordon - Andrew Wei                                              | Venezuela- Hender Medina - José Quintero - Abraham Rodríguez - Eliecer Romero        | [ 119 ]              |
| 16/06/2023                                     | Championnats d'Europe individuels, Sofia       | ChZ  | Épée    | Indiv.  | Davide Di Veroli                                                                      | Federico Vismara                                                                                               | Mateusz Antkiewicz Marco Brinkmann                                                   | [ 120 ]              |
| 16/06/2023                                     | Championnats d'Europe individuels, Sofia       | ChZ  | Fleuret | Indiv.  | Filippo Macchi                                                                        | Enzo Lefort | Guillaume Bianchi Rafael Savin                                                       | [ 121 ]              |
| 16/06/2023                                     | Championnats d'Europe individuels, Sofia       | ChZ  | Sabre   | Indiv.  | Sandro Bazadze                                                                        | András Szatmári                                                                                                | Sébastien Patrice Enver Yıldırım                                                     | [ 122 ]              |
| 17/06/2023                                     | Championnats d'Asie, Wuxi                      | ChZ  | Épée    | Indiv.  | Kōki Kanō                                                                             | Yu Lefan | Kim Jae-won Akira Komata                                                             | [ 123 ]              |
| 17/06/2023                                     | Championnats d'Asie, Wuxi                      | ChZ  | Épée    | Par éq. | Japon- Kōki Kanō - Akira Komata - Ryū Matsumoto - Masaru Yamada                       | Kazakhstan- Elmir Alimzhanov - Ruslan Kurbanov - Yerlik Sertay - Vadim Sharlaimov                              | Corée du Sud- Kim Jae-won - Kweon Young-jun - Ma Se-geon - Son Tae-jin               | [ 124 ]              |
| 17/06/2023                                     | Championnats d'Asie, Wuxi                      | ChZ  | Fleuret | Indiv.  | Mo Ziwei                                                                              | Ha Tae-gyu | Heo Jun Yeung Chi Ka                                                                 | [ 125 ]              |
| 17/06/2023                                     | Championnats d'Asie, Wuxi                      | ChZ  | Fleuret | Par éq. | Japon- Kazuki Iimura - Kyōsuke Matsuyama - Takahiro Shikine - Kenta Suzumura          | Corée du Sud- Ha Tae-gyu - Heo Jun - Im Cheol-woo - Lee Kwang-hyun                                             | Chine- Chen Haiwei - Mo Ziwei - Xu Jie - Zheng Zhaoran                               | [ 126 ]              |
| 17/06/2023                                     | Championnats d'Asie, Wuxi                      | ChZ  | Sabre   | Indiv.  | Ali Pakdaman                                                                          | Kim Jun-ho | Low Ho Tin Mohammad Rahbari                                                          | [ 127 ]              |
| 17/06/2023                                     | Championnats d'Asie, Wuxi                      | ChZ  | Sabre   | Par éq. | Corée du Sud- Gu Bon-gil - Kim Jung-hwan - Kim Jun-ho - Oh Sang-uk                    | Iran- Farzad Baher Aresbaran - Mohammad Fotouhi - Ali Pakdaman - Mohammad Rahbari                              | Chine- Liang Jianhao - Lin Xiao - Shen Chenpeng - Yan Yinghui                        | [ 128 ]              |
| 19/06/2023                                     | Championnats d'Afrique, Le Caire               | ChZ  | Épée    | Indiv.  | Mohamed Yassine                                                                       | Mohamed El-Sayed                                                                                               | Abdelkarim El Haouari Ahmed El-Sayed                                                 | [ 129 ]              |
| 19/06/2023                                     | Championnats d'Afrique, Le Caire               | ChZ  | Épée    | Par éq. | Égypte- Ahmed El-Sayed - Mohamed El-Sayed - Ahmad El-Sokkary - Mohamed Yassine        | Maroc- Abdelkarim El Haouari - Houssam El Kord - Yehia Ellis - Omar Nahi                                       | Afrique du Sud- Sergey Losevskiy - Harry Saner - Pavel Tychler - Rahul van Manen     | [ 130 ]              |
| 19/06/2023                                     | Championnats d'Afrique, Le Caire               | ChZ  | Fleuret | Indiv.  | Mohamed Hamza                                                                         | Alaaeldin Abouelkassem                                                                                         | Mohamed Hassan Abdelrahman Tolba                                                     | [ 131 ]              |
| 19/06/2023                                     | Championnats d'Afrique, Le Caire               | ChZ  | Fleuret | Par éq. | Égypte- Mohamed Hamza - Mohamed Hassan - Youssef Sanaa - Abdelrahman Tolba            | Algérie- Thibaud Bekkat - Tamer Berkane - Salim Heroui - Youcef Madi                                           | Sénégal- Cheikh Omar Diallo - Gaston Preira - Noé Robin - Bourama Keba Sagnan        | [ 132 ]              |
| 19/06/2023                                     | Championnats d'Afrique, Le Caire               | ChZ  | Sabre   | Indiv.  | Ziad El-Sissy                                                                         | Adham Moataz                                                                                                   | Mohamed Amer Evann Girault                                                           | [ 133 ]              |
| 19/06/2023                                     | Championnats d'Afrique, Le Caire               | ChZ  | Sabre   | Par éq. | Égypte- Mohamed Amer - Ziad El-Sissy - Medhat Moataz - Adham Moataz                   | Tunisie- Ahmed Ferjani - Farès Ferjani - Amenallah Hmissi - Lucas Messica                                      | Algérie- Thibaud Bekkat - Akram Bounabi - Zacharia Bounachada - Adem Abdelhacib Izem | [ 134 ]              |
| 28/06/2023                                     | Championnats d'Europe par équipes, Cracovie    | ChZ  | Épée    | Par éq. | Hongrie- Tibor Andrásfi - Máté Koch - Dávid Nagy - Gergely Siklósi                    | Suisse- Alexis Bayard - Théo Brochard - Hadrien Favre - Max Heinzer                                            | Italie- Gabriele Cimini - Davide Di Veroli - Andrea Santarelli - Federico Vismara    | [ 135 ]              |
| 28/06/2023                                     | Championnats d'Europe par équipes, Cracovie    | ChZ  | Fleuret | Par éq. | Italie- Alessio Foconi - Daniele Garozzo - Filippo Macchi - Tommaso Marini            | France- Alexandre Ediri - Enzo Lefort - Maxime Pauty - Rafael Savin                                            | Allemagne- Alexander Kahl - Luis Klein - Paul Faul - Laurenz Rieger                  | [ 136 ]              |
| 28/06/2023                                     | Championnats d'Europe par équipes, Cracovie    | ChZ  | Sabre   | Par éq. | France- Boladé Apithy - Sébastien Patrice - Maxime Pianfetti - Tom Seitz              | Italie- Luca Curatoli - Michele Gallo - Matteo Neri - Luigi Samele                                             | Allemagne- Raoul Bonah - Lorenz Kempf - Frederic Kindler - Matyas Szabo              | [ 137 ]              |
| 22/07/2023                                     | Championnats du monde, Milan                   | ChM  | Épée    | Indiv.  | Máté Koch                                                                             | Davide Di Veroli                                                                                               | Romain Cannone Ruslan Kurbanov                                                       | [ 138 ]              |
| 22/07/2023                                     | Championnats du monde, Milan                   | ChM  | Épée    | Par éq. | Italie- Gabriele Cimini - Davide Di Veroli - Andrea Santarelli - Federico Vismara     | France- Alexandre Bardenet - Gaétan Billa - Yannick Borel - Romain Cannone                                     | Venezuela- Francisco Limardo - Jesús Limardo - Rubén Limardo - Grabiel Lugo          | [ 139 ]              |
| 22/07/2023                                     | Championnats du monde, Milan                   | ChM  | Fleuret | Indiv.  | Tommaso Marini                                                                        | Nick Itkin | Enzo Lefort Kyōsuke Matsuyama                                                        | [ 140 ]              |
| 22/07/2023                                     | Championnats du monde, Milan                   | ChM  | Fleuret | Par éq. | Japon- Kazuki Iimura - Kyōsuke Matsuyama - Takahiro Shikine - Kenta Suzumura          | Chine- Chen Haiwei - Mo Ziwei - Wu Bin - Xu Jie                                                                | Hong Kong- Cheung Ka Long - Choi Chun Yin - Leung Chin Yu - Yeung Chi Ka             | [ 141 ]              |
| 22/07/2023                                     | Championnats du monde, Milan                   | ChM  | Sabre   | Indiv.  | Eli Dershwitz                                                                         | Sandro Bazadze                                                                                                 | Ziad El-Sissy Áron Szilágyi                                                          | [ 142 ]              |
| 22/07/2023                                     | Championnats du monde, Milan                   | ChM  | Sabre   | Par éq. | Hongrie- Tamás Decsi - Csanád Gémesi - András Szatmári - Áron Szilágyi                | Corée du Sud- Gu Bon-gil - Ha Han-sol - Kim Jun-ho - Oh Sang-uk                                                | États-Unis- Eli Dershwitz - Andrew Doddo - Colin Heathcock - Mitchell Saron          | [ 143 ]              |

## Classements généraux

### Épée
| Rang | Nom                       | Points |
| ---- | ------------------------- | ------ |
| 1    | Marie-Florence Candassamy | 249    |
| 2    | Vivian Kong               | 234    |
| 3    | Nathalie Moellhausen      | 182    |
| 4    | Anna Kun                  | 181    |
| 5    | Song Se-ra                | 165    |
| 6    | Alexandra Louis-Marie     | 152    |
| 7    | Alberta Santuccio         | 151    |
| 8    | Auriane Mallo-Breton      | 137    |
| 9    | Sun Yiwen                 | 135    |
| 10   | Mara Navarria             | 133    |

| Rang | Nom          | Points |
| ---- | ------------ | ------ |
| 1    | Corée du Sud | 364    |
| 2    | France       | 360    |
| 3    | Italie       | 336    |
| 4    | Pologne      | 291    |
| 5    | États-Unis   | 220    |

| Rang | Nom                   | Points |
| ---- | --------------------- | ------ |
| 1    | Davide Di Veroli      | 185    |
| 2    | Máté Koch             | 158    |
| 3    | Gergely Siklósi       | 153    |
| 4    | Kōki Kanō             | 150    |
| 5    | Ruslan Kurbanov       | 125    |
| 6    | Valerio Cuomo         | 115    |
| 7    | Federico Vismara      | 114    |
| 8    | Alexandre Bardenet    | 113    |
| 9    | Romain Cannone        | 105    |
| 10   | Jhon Édison Rodríguez | 101,75 |

| Rang | Nom          | Points |
| ---- | ------------ | ------ |
| 1    | France       | 360    |
| 2    | Italie       | 333    |
| 3    | Hongrie      | 296    |
| 4    | Corée du Sud | 266    |
| 5    | Venezuela    | 260    |

### Fleuret
| Rang | Nom                     | Points |
| ---- | ----------------------- | ------ |
| 1    | Lee Kiefer              | 255    |
| 2    | Alice Volpi             | 220    |
| 3    | Martina Batini          | 183    |
| 4    | Martina Favaretto       | 177    |
| 5    | Ysaora Thibus           | 176    |
| 6    | Sera Azuma              | 161    |
| 7    | Anne Sauer              | 158    |
| 8    | Eleanor Harvey          | 112    |
| 9    | Julia Walczyk-Klimaszyk | 101    |
| 10   | Francesca Palumbo       | 102    |

| Rang | Nom        | Points |
| ---- | ---------- | ------ |
| 1    | Italie     | 436    |
| 2    | États-Unis | 344    |
| 3    | France     | 332    |
| 4    | Japon      | 300    |
| 5    | Canada     | 240    |

| Rang | Nom                 | Points |
| ---- | ------------------- | ------ |
| 1    | Alexander Massialas | 194    |
| 2    | Gerek Meinhardt     | 180    |
| 3    | Tommaso Marini      | 176    |
| 4    | Enzo Lefort         | 169    |
| 5    | Mohamed Hamza       | 161    |
| 6    | Nick Itkin          | 154    |
| 7    | Cheung Ka Long      | 152    |
| 8    | Alessio Foconi      | 148    |
| 9    | Filippo Macchi      | 145    |
| 10   | Kyōsuke Matsuyama   | 141    |

| Rang | Nom        | Points |
| ---- | ---------- | ------ |
| 1    | Japon      | 384    |
| 2    | États-Unis | 380    |
| 3    | Italie     | 348    |
| 4    | France     | 268    |
| 5    | Chine      | 256    |

### Sabre
| Rang | Nom                    | Points |
| ---- | ---------------------- | ------ |
| 1    | Sara Balzer            | 218    |
| 2    | Misaki Emura           | 216    |
| 3    | Theodóra Gkountoúra    | 214    |
| 4    | Déspina Georgiádou     | 209    |
| 5    | Manon Apithy-Brunet    | 177    |
| 6    | Rossella Gregorio      | 141    |
| 7    | Lucía Martín-Portugués | 136    |
| 8    | Olha Kharlan           | 108    |
| 9    | Magda Skarbonkiewicz   | 103    |
| 10   | Elizabeth Tartakovsky  | 235    |

| Rang | Nom          | Points |
| ---- | ------------ | ------ |
| 1    | France       | 351    |
| 2    | Corée du Sud | 340    |
| 3    | Hongrie      | 300    |
| 4    | Italie       | 280    |
| 5    | États-Unis   | 248    |

| Rang | Nom             | Points |
| ---- | --------------- | ------ |
| 1    | Sandro Bazadze  | 303    |
| 2    | Eli Dershwitz   | 173    |
| 3    | Áron Szilágyi   | 172    |
| 4    | Ziad El-Sissy   | 148    |
| 5    | Luigi Samele    | 141    |
| 6    | Matyas Szabo    | 125    |
| 7    | András Szatmári | 121    |
| 8    | Michele Gallo   | 117    |
| 9    | Boladé Apithy   | 116    |
| 10   | Ali Pakdaman    | 110    |

| Rang | Nom          | Points |
| ---- | ------------ | ------ |
| 1    | Corée du Sud | 400    |
| 2    | Hongrie      | 384    |
| 3    | États-Unis   | 294    |
| 4    | Italie       | 268    |
| 5    | France       | 259    |

## Statistiques
Tableaux des médailles masculin et féminin global des épreuves de coupe du monde et Grands Prix, hors satellites et grands championnats.
| Rang  | Nation       | Or | Argent | Bronze | Total |
| ----- | ------------ | -- | ------ | ------ | ----- |
| 1     | Italie       | 11 | 8      | 13     | 32    |
| 2     | France       | 9  | 8      | 12     | 29    |
| 3     | États-Unis   | 3  | 5      | 5      | 13    |
| 4     | Corée du Sud | 3  | 4      | 2      | 9     |
| 5     | Grèce        | 3  | 1      | 4      | 8     |
| 6     | Hongrie      | 2  | 1      | 5      | 8     |
| 7     | Brésil       | 2  | 0      | 1      | 3     |
| 8     | Ukraine      | 1  | 2      | 3      | 6     |
| 9     | Hong Kong    | 1  | 2      | 1      | 4     |
| 10    | Allemagne    | 1  | 2      | 0      | 3     |
| Total | Total        | 39 | 39     | 63     | 141   |

| Rang  | Nation       | Or | Argent | Bronze | Total |
| ----- | ------------ | -- | ------ | ------ | ----- |
| 1     | Hongrie      | 8  | 1      | 4      | 13    |
| 2     | États-Unis   | 6  | 2      | 5      | 13    |
| 3     | Italie       | 5  | 15     | 11     | 31    |
| 4     | France       | 5  | 2      | 15     | 22    |
| 5     | Géorgie      | 3  | 3      | 1      | 7     |
| 6     | Japon        | 3  | 1      | 6      | 10    |
| 7     | Corée du Sud | 3  | 1      | 4      | 8     |
| 8     | Hong Kong    | 1  | 2      | 0      | 3     |
| 9     | Kazakhstan   | 1  | 1      | 1      | 3     |
| 10    | Égypte       | 1  | 0      | 2      | 3     |
| Total | Total        | 37 | 37     | 60     | 134   |